# Protoplasma
Het protoplasma is alle levende inhoud in een cel. Het protoplasma bestaat uit het cytoplasma, alle organellen, én de celkern. Met andere woorden, al het materiaal dat wordt omsloten door het plasmamembraan. Het is een verouderd begrip en wordt niet meer gebruikt.
De term protoplasma werd geïntroduceerd in de celbiologie door de Duitse botanicus Hugo von Mohl in 1864. Hij verwees hierbij naar de "taaie, slijmerige, korrelige, halfvloeibare" substantie in plantaardige cellen, als onderscheid van de celwand en het celsap (Zellsaft) in de vacuole. De Engelse bioloog Thomas Huxley (1869) beschreef het protoplasma als 'fysieke basis van het leven'. De samenstelling en eigenschappen van het protoplasma bleven lange tijd onbekend.
De biochemicus H. A. Lardy introduceerde de term cytosol in 1965. Deze term ging verwijzen naar de waterige grondvloeistof van de cel. Samen met cytoplasma werd cytosol door veel auteurs overgenomen in literatuur en zijn sindsdien algemeen aanvaard.